# Stadtverband Essen der Kleingärtnervereine
Der Stadtverband Essen der Kleingärtnervereine ist ein Zusammenschluss von 112 Essener Kleingarten- und Kleintierzüchtervereinen mit rund 203 Kleingartenanlagen (Stand: März 2020).

## Der Stadtverband
Der Stadtverband zählt knapp 9000 Mitglieder (Stand: März 2020). Von den 203 Kleingartenanlagen mit rund 8500 Parzellen, die zusammen eine Fläche von rund 363,3 Hektar aufweisen, befinden sich 59,6 Prozent auf Grund und Boden der Stadt Essen, der restliche Teil liegt auf privatem Pachtland und Land der Essener Kleingartengrund und -boden gGmbH. Diese ist eine hundertprozentige Tochter des Stadtverbandes Essen.
94 Prozent aller Kleingärten der Stadt Essen sind im Stadtverband organisiert, der seine Aufgaben nahezu ausschließlich aus Mitgliedsbeiträgen finanziert.
Der Vorstand besteht aus fünf Mitgliedern: dem 1. und dem 2. Vorsitzenden, dem Geschäftsführer und drei Beisitzern. 
Die 112 einzelnen Kleingarten- und Kleintierzüchtervereine sind in folgende acht Bezirke aufgeteilt:
- Bezirk I: Borbeck, Bergeborbeck, Dellwig, Frintrop, Gerschede, Vogelheim
- Bezirk II: Altenessen, Karnap, Katernberg
- Bezirk III: Nordviertel, Stoppenberg
- Bezirk IV: Frillendorf, Kray, Schonnebeck
- Bezirk V: Altendorf, Frohnhausen, Fulerum, Haarzopf, Westviertel
- Bezirk VI: Holsterhausen, Ostviertel, Rüttenscheid, Südostviertel, Südviertel
- Bezirk VII: Bergerhausen, Freisenbruch, Horst, Huttrop, Leithe, Rellinghausen, Steele
- Bezirk VIII: Bredeney, Heidhausen, Heisingen, Kettwig, Kupferdreh, Stadtwald, Werden

## Geschichte

### Gründung 1919
Bereits vor dem Ersten Weltkrieg gab es auf dem Gebiet des Stadt- und ehemaligen Landkreises Essen einige Gartenbauvereine. Arbeiter der Krupp-Gussstahlfabrik erhielten bereits um 1872 in der Arbeiterkolonie Schederhof einige Schrebergärten. 1895 baute die Stadt Essen an der Segerothstraße eine Anlage mit 92 Gärten, die meist von Arbeitern der in Essen aufstrebenden Stahl- und Bergbauindustrie genutzt wurden. Durch Lebensmittelmangel im Ersten Weltkrieg entstanden zahlreiche weitere Vereine, so dass man im Jahre 1919 14 selbständige Gartenbauvereine zählte. Diese verfolgten die Ziele, den einfachen Menschen mit Rat und Tat zur Seite zu stehen, Hilfreiches und Notwendiges für den Garten zu beschaffen und die Erträge zu steigern. 
Schließlich wurde auf Initiative des Altenessener Bürgermeisters Theodor Stankeit am 12. Dezember 1919 der Gartenbauverband für den Stadt- und Landkreis Essen gegründet. Er ist Vorläufer des heutigen Stadtverbandes. Die Gründung fand in Holsterhausen, im Saalbau Friedrichshalle der Gaststätte Kaupenhöhe, statt. Der Saalbau Friedrichshalle in Holsterhausen war 1912 errichtet worden und bot rund 1200 Sitzplätze. Bis zum 1. April 1920 waren dem Gartenbauverband alle 14 Gartenbauvereine beigetreten.

### Die ersten Jahre
Zunächst trugen die einzelnen Gärten der Vereine des neuen Gartenverbandes dazu bei, die Folgen des Ersten Weltkrieges, in erster Linie die Hungersnot der einfachen Leute, zu überwinden. Das war etwa Mitte der 1920er Jahre geschehen, doch dann kam oft die Arbeitslosigkeit vieler Gartenbesitzer, die dann nicht nur teils ausschließlich von ihrer Ernte leben, sondern auch in ihrem Garten wohnen mussten, da das Geld oft für die Miete nicht mehr reichte. Es wurde ein Fach- und Sortenausschuss eingerichtet, der geeignetes Obst- und Gemüse zum Anbau im Industriegebiet zusammenstellte.
Erster Vorsitzender des Gartenbauverbandes war der Landrat des Landkreises, Friedrich Schöne. Nachdem dieser während der Ruhrbesetzung von den Franzosen inhaftiert wurde, übernahm 1925 Landrat Paul Mertens den Vorsitz.
1922 veranstaltete der Gartenbauverband eine Kleingartenbauausstellung in Halle 7 der Ausstellungshallen, den Vorgängern der Essener Messehallen. 1926 folgte dort eine achttägige, öffentliche Herbstblumenschau. Diese Ausstellungen trugen das Ihre zur Entstehung des 1929 eröffneten Grugaparks (Große Ruhrländische Gartenbau-Ausstellung) bei. Als 1929 der Landkreis Essen aufgelöst wurde, und man viele seiner Gebiete zur Stadt Essen eingemeindete, verschmolz der im bisherigen Stadtgebiet bestehende Verein städtischer Kleingärtner mit dem 1919 gegründeten Gartenbauverband für den Stadt- und Landkreis Essen zu einem Spitzenverband für das nun größere, gesamte Stadtgebiet. Ihm gehörten nun 34 Gartenvereine mit rund 6500 Mitgliedern an. Den Vorsitz hatte Oberbürgermeister Franz Bracht. Geschäftsführender Vorsitzender bis 1933 wurde das Gründungsmitglied des Stadtverbandes, Gartendirektor Rudolf Korte, der später auch die Erweiterung und die Neugestaltung des Grugageländes zur Reichsgartenschau 1938 leitete. Nach ihm wurde die Korte-Klippe am Baldeneysee benannt.

### Zur Zeit des Nationalsozialismus
Nach der Machtergreifung wurde im Dritten Reich das gesamte deutsche Kleingartenwesen von den Machthabern gleichgeschaltet. Das heißt, dass durch Gesetze, Regeln und andere Maßnahmen alles vereinheitlicht und gleichgesetzt wurde, was die Einschränkung oder sogar den Verlust der individuellen Persönlichkeit, Unabhängigkeit, Mündigkeit und Freiheit eines Menschen zur Folge hatte. Das betraf insbesondere das Kleingartenwesen und ihre traditionelle demokratische Struktur, denn die Vereins- oder Verbandsvorsitzenden mussten Vereins-, Stadtgruppen-, Provinz- oder Landesgruppenführern, die nach dem Führerprinzip eingesetzt wurden, weichen. Die Hierarchie war, dass die einzelnen Gartenvereine der Stadtgruppe Essen, also dem Essener Gartenbauverband angehörten, der wiederum einer Landes- oder Provinzgruppe, die schließlich dem Reichsbund der Kleingärtner und Kleinsiedler unterstand. Der 1921 gegründete Reichsverband der Kleingärtner wurde in den Reichsbund der Kleingärtner und Kleinsiedler umgewandelt. Dazu erschienen nun die Propagandazeitschriften Der Kleingärtner und Kleinsiedler, Das deutsche Kleingartenwesen und Der Rheinisch-Westfälische Kleingärtner. Die Nutzung des Landes sollte im Sinne der Blut-und-Boden-Ideologie als Grundlage für Staat und Volk erfolgen. Jüdischen Kleingärtnern war es ab 1937 unmöglich gemacht worden, einen Garten zu pachten. Die Stadt Essen, hier insbesondere die Stadtgruppe der Kleingärtner, und der Reichsnährstand veranstalteten vom 26. April bis zum Oktober 1938 die Reichsgartenschau auf dem Gelände des Grugaparks. 
Während der Zeit des Zweiten Weltkrieges trugen die „Gärten des kleinen Mannes“, insbesondere im Rahmen des Bombenkrieges, zu seiner Entlastung bei. Man errichtete Behelfsheime in den Anlagen, die es teils noch heute gibt. Man stellte das Gemeinwohl vor den Eigennutz, denn die Regierung verpflichtete Kleingärtner damit, die Bevölkerung zu versorgen.

### Entwicklung nach dem Zweiten Weltkrieg
Die neu gewählten Vorsitzenden der Kleingartenvereine mussten bis zum 31. Mai 1945 feststellen, welcher Kleingärtner von der NSDAP gezwungen worden war, seinen Kleingarten aufzugeben, nur weil er Mitglied einer linken Partei oder Jude war. Die, die noch ermittelt werden konnten, und zwischenzeitlich nicht selbst zur NSDAP gehörten, bekamen sofort ihre alten Rechte zurück. Am 20. Januar 1946 fand eine erste Vertreterversammlung des Kreisverbandes statt. 
In der Nachkriegszeit ähnelte sich die Lage der nach dem Ersten Weltkrieg. Auch jetzt trugen die Kleingärten zur Linderung der Hungersnot bei, denn die Zeit der so genannten Notzeitgärtner fing an. Aufs Land geflüchtete Rückkehrer kamen oft ohne ein Dach über dem Kopf und bauten ihre Lauben zu ganzjährigen Notunterkünften um, deren höchste Anzahl bei etwa 660 auf Essener Stadtgebiet lag. Es machte sich zudem längst das Bedürfnis nach Dauerkleingärten bemerkbar, was 1946 eine Flut von Kleingartenstreitsachen auslöste. Die Zahl der Essener Kleingärten wuchs bis zur Währungsreform 1948 auf deutlich über 30.000. Einigen Kleingärtnern wurde von der Stadtverwaltung genehmigt, sich am Rande öffentlicher Grünanlagen kleine kleingärtnerisch genutzte Parzellen anzulegen, um die größte Not zu lindern. Doch diese wurden wenig später auch schnell wieder gekündigt. Das war aber nicht der entscheidende Grund, weshalb schon zum Ende des Jahres der Währungsreform 1948 die Anzahl der Kleingärten nur noch bei knapp über 17.000 lag, es war hauptsächlich die sich rasch verbessernde Lage einiger Menschen und das damit einhergehende Ende der Notzeitgärtner. Der Hunger ging zurück und es gab wieder vieles zu kaufen. Weitere Kleingärten fielen danach im Rahmen des Wiederaufbaus dem Straßen- und Wohnungsbau zum Opfer, wobei das bisherige Kleingartenrecht an seine Grenzen stieß. Die Stadt Essen wies Ersatzland für neue Kleingärten aus. 1955 waren im Kreisverband 9768 Mitglieder in 37 Kleingartenbauvereinen registriert.
Rund 60 Prozent der Essener Kleingartenanlagen sind auch heute noch städtisch, und darum kümmerte sich auch die Stadtverwaltung. Die restlichen 40 Prozent lagen allein in der Hand des Verbandes.

### Seit den 1980er Jahren
Nach 1980 gab es Einschnitte in der städtischen Verwaltung, so dass das Grünflächenamt auch Planstellen ersatzlos gestrichen hatte. Das hatte zur Folge, dass die öffentlichen Grünanlagen um die Kleingärten, das so genannte Begleitgrün, nicht mehr gepflegt wurde, und zudem kommunale Abgaben auf die Kleingärtner umgelegt wurden. Es entstanden keine neuen Kleingartenanlagen mehr, bis auf drei, die der Stadtverband gänzlich mit eigenen Mitteln errichtete. Das Kleingartenwesen war für die Stadtverwaltung keine Grundaufgabe für die Stadtentwicklung mehr, sondern diente mehr als normale Vertragserfüllung, was eine Stagnierung der Entwicklung der Kleingärten zur Folge hatte. Der Stadtverband hielt dagegen. 
1983 trat das Bundeskleingartengesetz in Kraft, das Gärten auf städtischen Grund und Boden absichert. Da aber in Essen 40 Prozent der Kleingärten privaten Eigentümern, meist Firmen wie Krupp, Hoesch oder Mannesmann, gehörten, und diese ab Mitte der 1980er Jahre ihre Grundstücke vermehrt abtreten wollten, da in Essen die Industrie deutlich zurückging, standen viele dieser Kleingärtner ohne Schutz da. Das Gebiet ihrer Gartenanlagen kam in die Gefahr der Grundstücksspekulation. Die Stadt Essen lehnte einen Kauf dieser Grundstücke ab. So kam es 1991 zur Gründung der Kleingartengrund und -boden gGmbH, die diese Flächen aufkaufte, damit sie sie als Eigentum für die Kleingärtner sichert.
Seit 1993 gibt der Verband die Zeitschrift Der Grüner Bote heraus. Bereits Ende der 1930er Jahre wurde für kurze Zeit Der Westdeutsche Kleingarten publiziert, der auch eine gewisse Selbständigkeit darstellte, die von den Nationalsozialisten aber unerwünscht war. Deshalb wurde die Herausgabe eingestellt. Der heutige Grüne Bote erscheint alle zwei Monate im Sinne der Öffentlichkeitsarbeit im modernen Kleingartenwesen.
Am 14. Juni 2013 wurde auf dem Verbandstag der Essener Kleingärtner nicht nur Heinz Schuster erneut als Vorsitzender des Verbandes wieder gewählt. Man beschloss nahezu einstimmig die Änderung des Vereinsnamens von Stadtverband Essen der Kleingärtnervereine e. V. in Dachverband der Kleingärtnervereine in Essen e. V. Später wurde diese Umbenennung wieder zurückgenommen.

### Vorsitzende seit der Gründung 1919
- 1919 – 1925: Landrat Friedrich Schöne
- 1925 – 1929: Landrat Paul Mertens
- 1929 – 1935: die Oberbürgermeister Franz Bracht, Heinrich Maria Martin Schäfer und Theodor Reismann-Grone
- 1. Januar 1936 – 30. August 1936: Rektor Franz Mauermann
- 31. August 1936 – 6. Mai 1945: die Parteigenossen Wulff und Schedel
- 1946 – 1953: Franz Mauermann
- 1953 – 1964: Otto Buse
- 1964 – 1978: Heinz-Josef Sous
- 1978 – 1984: Heinz Detering
- 1984 – 1989: Wolfgang Gorski
- 1989 – 2014: Heinz Schuster
- 2014 – heute: Holger Lemke